# Rosal de la Frontera
Rosal de la Frontera es un municipio español de la provincia de Huelva, Andalucía. El municipio cuenta con una población de 1671 habitantes (INE 2024). Su extensión superficial es de 210 km² y tiene una densidad de 9,1 hab/km². Sus coordenadas geográficas son 37° 58′ N, 7° 12′ O. Se encuentra situada a una altitud de 216 metros, a 100 kilómetros de la capital de provincia, Huelva, y a 2 de La Raya. Limita al sur con Santa Bárbara de Casa, al este con Aroche y, al oeste y norte con Portugal (ciudad de Serpa, comunidad de Bajo Alentejo). Se comunica con Vila Verde de Ficalho y Serpa por la  N-433  española y la N 260 portuguesa (carretera Lisboa-Sevilla).

## Demografía
Rosal de la Frontera cuenta con una población de 1671 habitantes (INE 2024).
| Gráfica de evolución demográfica de Rosal de la Frontera entre 1857 y 2021 |
| |
| Población de derecho según los censos de población del INE Población de hecho según los censos de población del INEEntre el censo de 1857 y el anterior, aparece este municipio porque se segrega del municipio Aroche en 1844 |

| 1915                      | 1880 | 1869 | 1865 | 1827 | 1749 | 1792 | 1807 | 1817 | 2068 | 1728 | 1698 |
| (Fuente: INE [Consultar]) |      |      |      |      |      |      |      |      |      |      |      |

## Economía

### Evolución de la deuda viva municipal
| Gráfica de evolución de Deuda viva del Ayuntamiento de Rosal de la Frontera entre 2008 y 2021                                |
| |
| Deuda viva del Ayuntamiento de Rosal de la Frontera en miles de Euros según datos del Ministerio de Hacienda y Ad. Públicas. |

## Historia
El origen de esta población se debe a una aldea llamada Aldea gallego. Esta aldea no logró establecerse de forma permanente y acabó desapareciendo debido a las luchas con los pueblos limítrofes a raíz de la Guerra de Sucesión. Más tarde se producen varios asentamientos, que ya dan lugar al término actual de Rosal de la Frontera, siendo relativamente moderno, unos 157 años, llamándose en sus inicios como Rosal de Cristina, por agradecimiento a la Regente María Cristina. Ya en 1896 recibe el nombre de Rosal de la Frontera.
En este municipio fue encarcelado Miguel Hernández, al pasar la frontera en 1939. La prisión en la que estuvo es ahora la Casa de la Cultura "Miguel Hernández", donde está recreada la celda donde estuvo el poeta. También se ha instalado un centro de interpretación de su vida y obra.
En 1981 Su Majestad el Rey Juan Carlos acepta el nombramiento de alcalde honorífico de esta localidad serrana. También consta el nombramiento de la infanta Doña Cristina de Borbón y Grecia como reina de las fiestas de Rosal de la Frontera. 

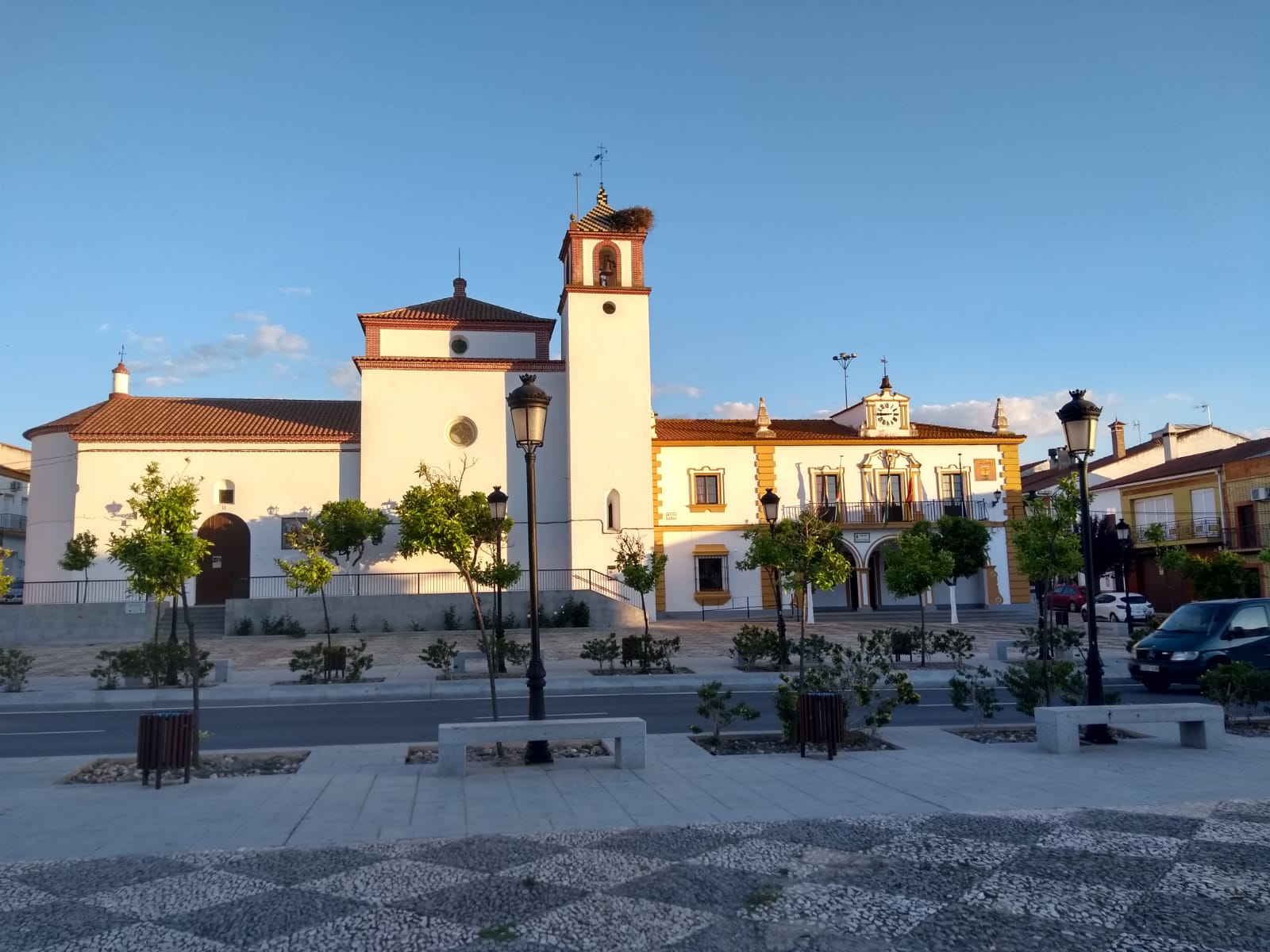
Centro de la ciudad

## Gastronomía
Rosal participa de los rasgos comunes a los platos serranos: sencillos, elaborados con la materia prima que proporciona la matanza del cerdo, las setas de temporada, la caza, la huerta y las plantas aromáticas.
Los platos más característicos son el caldillo, las migas, la sopa de peso, el arroz de matanza, el guiso de revoltillos de chivo, los gazpachos de culantro y los elaborados con setas, como los gurumelos; entre los dulces se encuentran las rosas de miel. Es llamativo el uso frecuente del bacalao en la cocina local, de clara influencia lusitana. 